# 中國經濟通訊社
中國經濟通訊社（簡稱中經社；英語：China Economic News Service，CENS）是王惕吾於1974年6月1日在台灣創辦的一個以英文發行經貿雜誌的出版社，隸屬聯合報系。2007年由王必成接任董事長。1988年成立「國際業務代理中心」，辦理國際展會代理。2016年2月製作公視人生劇展《關老爺》。2016年6月B2B搜尋平台「CENS.com」併入經濟日報。

## 資料來源
1. ↑  白润生. . 新华出版社. 1998: 550;558  [2019-02-18]. ISBN 978-7-5011-3937-8. （原始内容存档于2019-02-20）.
2. ↑  . 1984: 19–20  [2019-02-18]. （原始内容存档于2019-02-20）.

## 外部連結
- 中經社Linkedin官方專頁
- YouTube上的中經社影音部門頻道
- 中經社官方粉絲團的Facebook專頁